# Бюфье, Клод
Клод Бюфье (фр. Claude Buffier; 25 мая 1661, Речь Посполитая — 17 мая 1737, Париж) — французский иезуит, философ, историк, картограф, богослов, педагог. Представитель философии здравого смысла.

## Биография

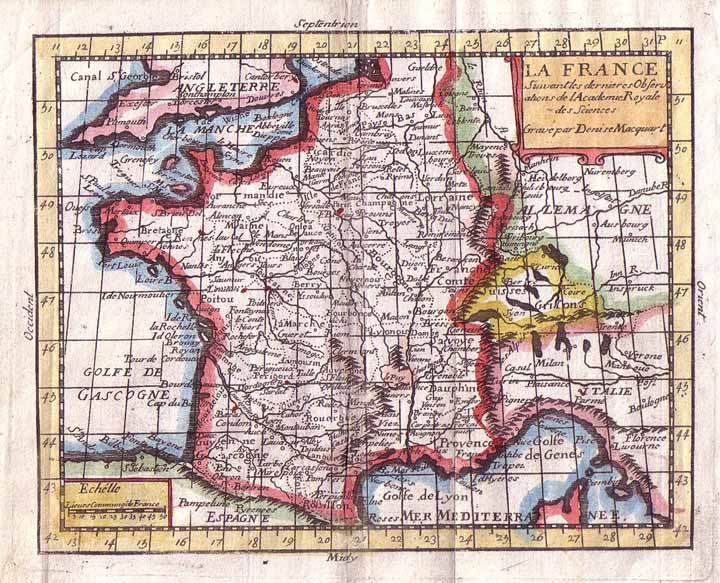
Клод Бюфье, карта Франции

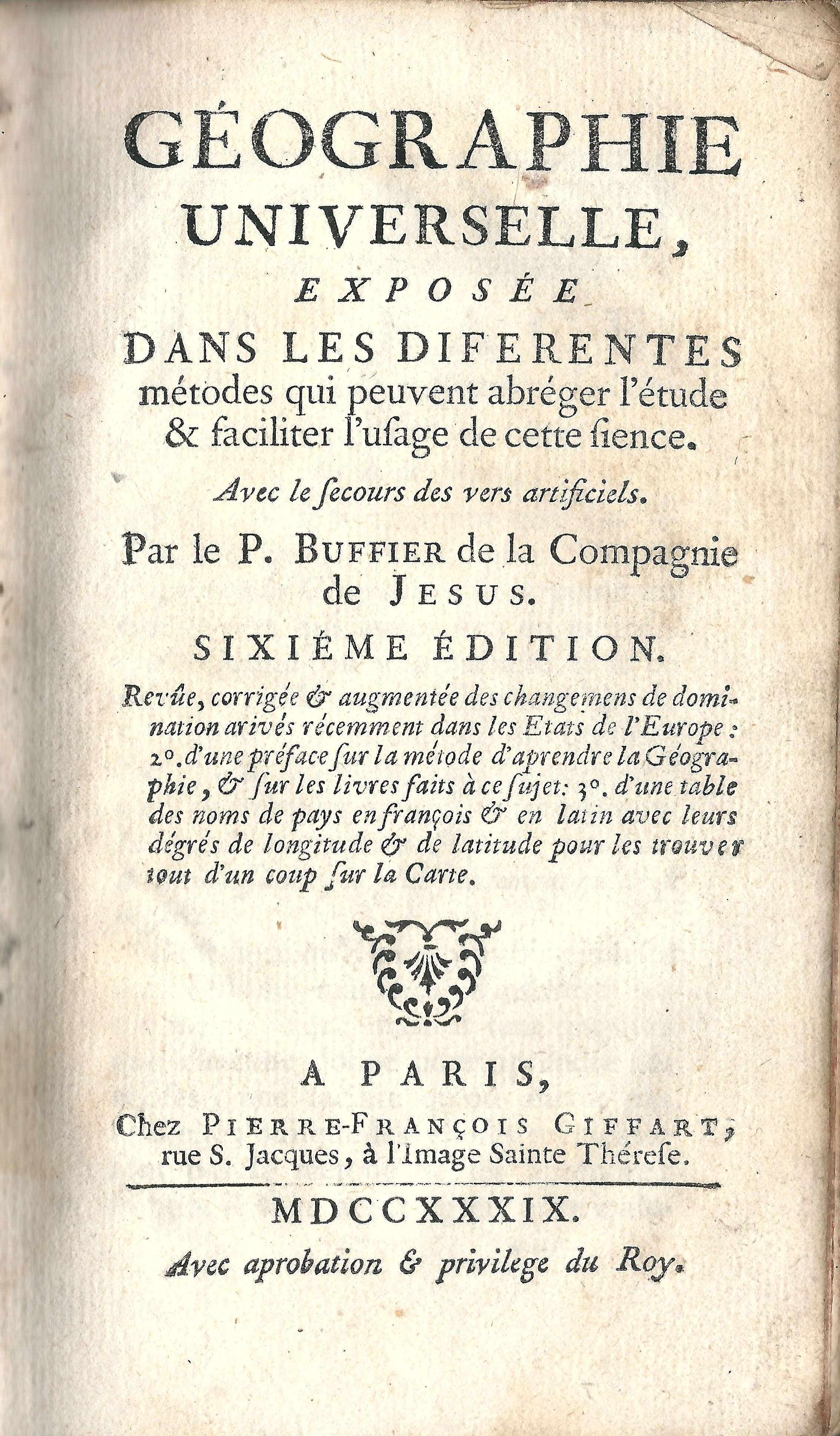
География Бюфье

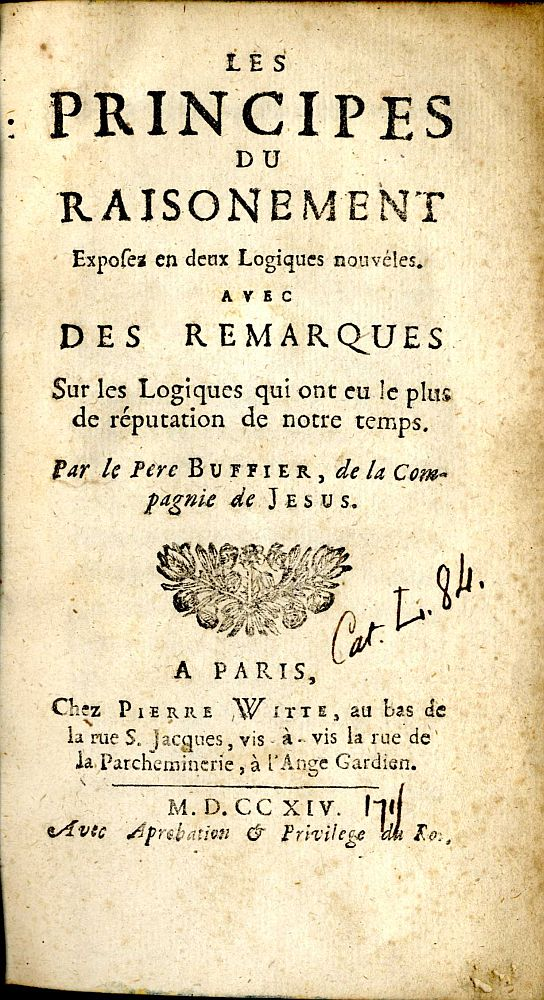
Принципы разума с замечаниями о логике, пользующиеся наибольшей репутацией в наше время. 1714

Родился в Польше в семье французов, которые вскоре после его рождения вернулись во Францию и поселились в Руане. Там Бюфье получил образование в иезуитском колледже и был принят в Общество Иисуса в возрасте девятнадцати лет. Преподавал в Руанском коллеже.
Спор с архиепископом вынудил его покинуть Руан. После непродолжительного пребывания в Риме он вернулся в Париж в коллегию иезуитов. Стал преподавателем литературы, истории, географии и теологии в Лицее Людовика Великого, в котором и остался на всю оставшуюся жизнь. Считается, что он был хорошим педагогом и ясным толкователем.
Автор ряда работ по истории, грамматике и религии, которые оказали важное влияние на Томаса Рида и шотландскую школу здравого смысла. Издал ряд географических карт, в том числе Франции, Англии и Европы. В 1714 г. карту Речи Посполитой «La Pologne suivant les degrés de l’academie des sciences de Paris». Ukraine ou pays des Cosaques (Украина Страна Казаков), которая охватывает Приднепровье (Правобережную и Левобережную). К востоку от неё расположены топонимы VOLHINIE (Волынь), PODOLIE (Подолье) и Russie (Русь — Западная Украина).
Самая известная его работа — «Le Traité des premières vérités» («Трактат о первых истинах») — сближает его с Декартом и в то же время противостоит ему. Первичные истины — это те, которые воспринимает здравый смысл, но они принадлежат природе, а не субъекту, который их осмысливает. Философия, вытекающая из его трактата, переведенного на английский язык в 1780 году, предвосхищает философию Томаса Рида и шотландскую школу здравого смысла.